# Buitenplaats Binnenrust
Buitenplaats Binnenrust is een buitenplaats in Abcoude die van 1893 tot 1980 fungeerde als ambtswoning van de burgemeesters van Abcoude. Het voormalig gemeentehuis van Abcoude ligt op 150 meter afstand aan de andere kant van de Hulksbrug.
Binnenrust ligt aan de voorkant in het centrum van het dorp tegenover 't Markvelt waar op donderdag markt gehouden wordt. Aan de achterkant loopt de tuin tot aan de rivier de Angstel. Hier staat een theekoepel, die in 1973 naar deze plek werd verplaatst.
Binnenrust is de dichtst bij Amsterdam liggende nog bestaande buitenplaats langs de Angstel. Enkele andere nog bestaande buitenplaatsen langs de Angstel in zuidelijke richting zijn, in volgorde Lindenhoff, Postwijck, Vrederust, Donkervliet, Middelvaart, Valkenheining en Kasteel Loenersloot.

## Geschiedenis
In 1663 probeert Hendrik van Hooftveld grond te kopen in het gebied, waar later de buitenplaats zou worden gebouwd. In 1679 voegt hij drie percelen samen met een totale oppervlakte van ca 1,7 ha. Het is niet duidelijk of Van Hooftveld opdracht heeft gegeven om de buitenplaats te bouwen.
Een verkoopakte van 1706 vermeldt Henrick de Veer als eigenaar. Henrick de Veer was Kapitein ter zee van 's Lands vloot en mogelijk heeft hij de buitenplaats de naam Binnenrust gegeven, in contrast met de wilde zee "buiten". Henrick verkoopt in dat jaar de buitenplaats aan Johannes Gousset. Gousset was 'Schout van Abcoude & Baambrugge Hoog Heemraad Van Den Zeeburg & Diemerdyk'. Hij heeft een praalgraf in de Abcouder Dorpskerk. De verkoopakte uit 1706 vermeldt voorts een stoel in de Dorpskerk. Tot 1872 wordt deze stoel steeds meeverkocht, hoewel de 'stoel' in latere akten veranderd wordt in twee banken met vier plaatsen voor de heren en vier voor de dames inclusief kussens, bijbels en psalmboeken.
In de 19e eeuw is Stationsstraat 12 de ambtswoning van de burgemeester. Wanneer in 1893 burgemeester C.L. Roos Vlasman sterft blijft zijn weduwe daar wonen. Zijn opvolger, burgemeester Doude van Troostwijk, neemt zijn intrek in Binnenrust als huurder. Doude van Troostwijk wordt in 1903 opgevolgd door burgemeester Sandberg die Binnenrust koopt. Tot 1963 kopen de burgemeesters de woning van elkaar, waarna de gemeente eigenaar wordt.
Vanaf het najaar van 1944 tot aan het einde van de oorlog werd door burgemeester Bentinck en zijn vrouw An Bentinck-Philipse de benedenverdieping van Binnenrust afgestaan en ingericht als noodziekenhuis.
In 1980 komt Binnenrust weer in particuliere handen en ondergaat een grondige renovatie.

## Perceel

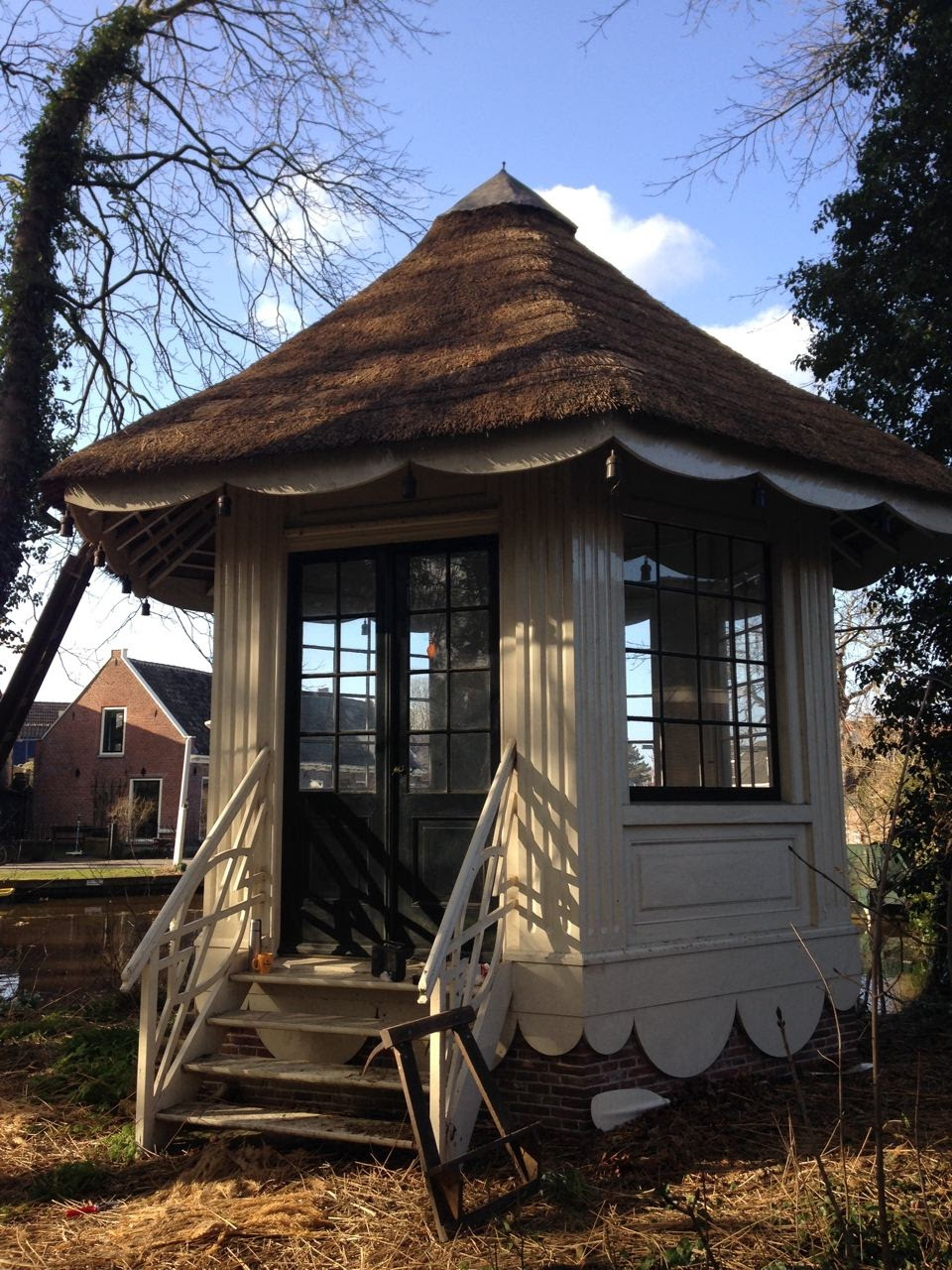
Theekoepel Binnenrust

### Tuin
De oudst bekende tekening van Binnenrust is een gravure uit de eerste helft van de 18e eeuw. Deze gravure toont een vierkante theekoepel, in 1706 'speelhuys'  genoemd, met schoorsteen en een strakke Franse tuin. Binnenrust is zijdelings met twee van de vier schoorstenen afgebeeld. 
Een eeuw later, in 1829, rept een verkoopakte over een 'Engelsch plantsoen'. Op kadasterkaarten van 1872 tot 1889 is de tuin al in detail te zien.
Aan het eind van de 19e eeuw wordt twee derde van de tuin verkocht. De straat die ontstaat heeft 29 huisnummers en heet eerst Nieuwe Weg maar later Laan van Binnenrust.
Sinds de tachtiger jaren van de twintigste eeuw bestaat de tuin uit een terras, een groot grasveld omgeven door bosschages, twee monumentale watercipressen en een bospartij gelegen aan de rivier de Angstel en aan de overkant de Voordijk. Er zijn drie roestvrijstalen beelden van kunstenaar Boris Tellegen waarvan er een te zien is vanaf de Voordijk op de heuvel in het bos. 
De tuin is meestal te bezichtigen tijdens de Open Monumentendagen. Tijdens Open Monumentendag 2020 exposeerde kunstenares Micky Hoogendijk.

### Theekoepel
Volgens de gravure uit de eerste helft van de 18e eeuw was er destijds een vierkante theekoepel met schoorsteen. Het is niet bekend wanneer deze is vervangen door de huidige zeshoekige theekoepel. 
Door de verkoop van dat stuk van de tuin aan het eind van de 19e eeuw stond de theekoepel aan de rivier in de tuin van Laan van Binnenrust nummer 1. Foto's uit die tijd tonen een totaal geruïneerde theekoepel die in 1973 in opdracht van de gemeente voor 65,000 gulden gerenoveerd werd en een nieuwe plaats kreeg in de uithoek van de tuin van Binnenrust op de kruising van de rivieren Angstel en Gein.

### Vondsten
In de tuin staan twee grafstenen uit het begin van de 20e eeuw die in 2018 door een tuinman ontdekt waren achter een stapel dakpannen. Dorpshistoricus Wim Timmer vermoedde dat grafstenen van graven met verlopen grafrechten gebruikt zijn om het terras te verstevigen en dat deze twee grafstenen over waren. Ook zijn diverse munten uit de 17e en 18e eeuw in de tuin gevonden.

## Lijst van eigenaren en bewoners
- 1679 -      Hendrik van Hooftveld
- - 1706 Henrick de Veer, 'Kapitein ter Zee van 's Lands Vloot'
- 1706 - 1733 Johannes (Johan/Ian/Jean) Gousset, schout x Maria de la Mine
- 1733        Samuel Gideon Wobma
- 1733 - 1745 André Amsincq, geboren Paramaribo, plantage Meerzorg x Marthe van der Hulst
- 1745 - 1749 Bernard van Baalen
- 1749 - 1756 Anna Constantia van Beek x Jacobus de Bruyn
- 1756 - 1757 mr. Willem de Bruyn en Anna Cornelia de Bruyn
- 1757 - 1785 Christoffel Brands Stroesling
- 1785 - 1786 Thomas Lodewijk Richard
- 1786 - 1800 Bernard Kips
- 1800 - 1829 weduwe Jacoba Hester Kips-Kool
- 1829 - 1834 Jan of Abraham Haar of Maarskamp
- 1834 - 1844 Frederik Lodewijk Altmann
- 1844 - 1848 Catharina Adriana Boon
- 1848 - 1870 Laurentia Leonora Boon
- 1870 - 1871 Guillam Jan Hendrik Bruinier
- 1871 - 1885 Dirk Lodewijk Holst
- 1885 - 1896 Gerardus Catharina van Veen
- 1886 - 1893 Bewoner: Familie Strikwerda
- 1893 - 1903 Bewoner: Cornelis Jan Doude van Troostwijk, burgemeester
- 1896 - 1903 Willem van Veeren
- 1903        Theodorus Moinat
- 1903 - 1913 jhr mr Willem Bernardus Sandberg, burgemeester
- 1913 - 1917 Frederik Christiaan Constantijn baron van Tuyll van Serooskerken, burgemeester
- 1917 - 1924 jhr mr Pieter Paul de Beaufort, burgemeester
- 1924 - 1934 jhr mr Cornelis Dedel, burgemeester
- 1934 - 1939 mr A.L. (Loek) des Tombe, burgemeester
- 1939 - 1947 Bewoner: mr S.P. (Sam) baron Bentinck, burgemeester
- 1947 - 1963 jhr mr Louis Albert Quarles van Ufford, burgemeester
- 1963 - 1980 gemeente Abcoude
- 1963 - 1974 Bewoner: drs Carel Knoppers, burgemeester
- 1974 - 1980 Bewoner: L.J. (Hans) van Welsenis, burgemeester
- 1980 - 1994 Eugène J.R.M. de By
- 1994 - 2002 drs Paul C.F.M. Vlek
- 2002 - 2015 Frank Messmann x Jolanda Biekmann
- 2015 - 2021 drs P.A. (Tom) Voûte[17]

## Trivia
Op 2 februari 1744 trouwden Jean Jacques Voûte, naamgever van het geslacht Voûte en Susanne Icard in de Dorpskerk van Abcoude, op honderd meter afstand van Binnenrust. Een huwelijkssluiting in de Dorpskerk was bijzonder, in dat jaar vonden er maar zes plaats. Als toenmalig bewoner van Binnenrust André Amsincq uit nieuwsgierigheid naar deze huwelijksceremonie was komen kijken, dan had hij twee mensen zien trouwen van wie nakomeling Charlotte Bentinck, burgemeestersdochter, in Binnenrust geboren werd op 16 januari 1943 en nakomeling Tom Voûte in 2015 eigenaar werd van Binnenrust.